# Błociszewscy herbu Ostoja

Herb Ostoja, wersja średniowieczna

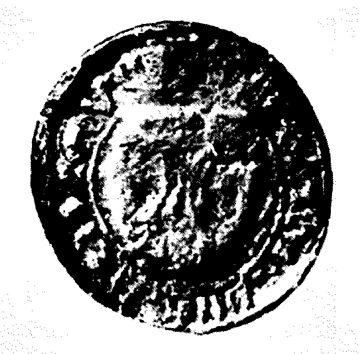
Pieczęć Jakusza z Blociszewa h. Ostoja

Błociszewscy – polski ród szlachecki pieczętujący się herbem Ostoja, należący do heraldycznego rodu Ostojów (Mościców), wywodzący się z Błociszewa w dawnym pow. kościańskim województwa poznańskiego. Od Błociszewskich herbu Ostoja pochodzą: Brodniccy, Bytkowscy, Gajewscy, Lubiatowscy, Ptaszkowscy, Szczodrowscy.

## Najstarsze świadectwaźródłowedotyczące rodu
Poniżej wymienione są wybrane świadectwa źródłowe dotyczące Błociszewskich herbu Ostoja od połowy XIV do początków XV wieku.
- Najstarsza wzmianka na temat wsi gniazdowej oraz przedstawiciela rodu Błociszewskich h. Ostoja pochodzi z 1358 roku i dotyczy Jakusza z Błociszewa, który występował jako świadek w dokumencie o. Jana, opata lubińskiego[1][6][7][8].

- Jakusz z Błociszewa występuje także dwukrotnie w latach 1364–1369, jako wojewoda grodzki lwowski[9].

- Znany jest wizerunek pieczęci Jakusza z Błociszewa z 1370 r. przedstawiający herb Ostoja oraz napis na jej otoku: S. IACUSSI. DE. BLOCISZEWO[10]. Dokument z pieczęcią znajdował się w 1938 roku w Archiwum miasta Lwowa[11].

- W roku 1393 występował Mirosz z Błociszewa, który przegrał proces z Janem Chaławskim o Chyrzynę[6].

- Z Błociszewa pochodził Świętomir Błociszewski, dziedzic w Brodnicy, w roku 1395[12]. Występował w księgach grodzkich i ziemskich kościańskich i poznańskich do 1407[1]

- w roku 1399 wzmiankowany był Dzierżek Błociszewski, który przegrał proces o konie z Piechnem Krakwiczem z Karchowa[6].

- W latach 1399–1400 Mikołaj i Dobrogost z Błociszewa prowadzili spory sądowe z braćmi Pietraszem i Jakubem Gorzeckimi z Górki o Roszkowo (koło Miejskiej Górki)[6][1].

- Mikołaj z Błociszewa występował także w roku 1402, kiedy to zapisał wikariuszom katedry poznańskiej 2 kopy groszy czynszu od sumy 25 grzywien na Błociszewie. W roku 1405 wygrał proces o części Rąbinia w związku z opieką nad małoletnimi – Elżbietą i Pietraszem z Rąbinia[6].

- W roku 1408 dziedzice wsi, Jan i Mikołaj Błociszewscy ufundowali kościół pod wezwaniem św. Michała Archanioła, który został erygowany przez biskupa poznańskiego – Wojciecha z rodu Jastrzębców. W świątyni znajdowały się dwie kaplice rodzinne – Błociszewskich i Krzyżanowskich[13]. Kościół wzniesiono z myślą o mieszkańcach okolicznych wsi: Gaju, Wronowa, Krzyżanowa. Kościołowi temu został wtedy zabezpieczony czynsz na Błociszewie i Wronowie oraz na Bytkowie, wsi należącej do Dobrogosta z Błociszewa[1].

## Majątki ziemskie należące do rodu
Poniżej wymienione są ważniejsze dobra ziemskie należące do Błociszewskich h. Ostoja.
Błociszewo, Brodnica, Rąbiń, Luboń, Grabianowo, Wronowo, Szczodrowo, Krajkowo, Marszewo, Ptaszkowo, Chaławy, Gaj, Lubiatowo, Witów, Konarzew, Rogowo, Ciołkowo, Smogorzewo, Mnichy, Tuczępy, Miłostowo, Szczepowice, Łagiewniki, Sepno, Młodzikowo, Paruszewo.

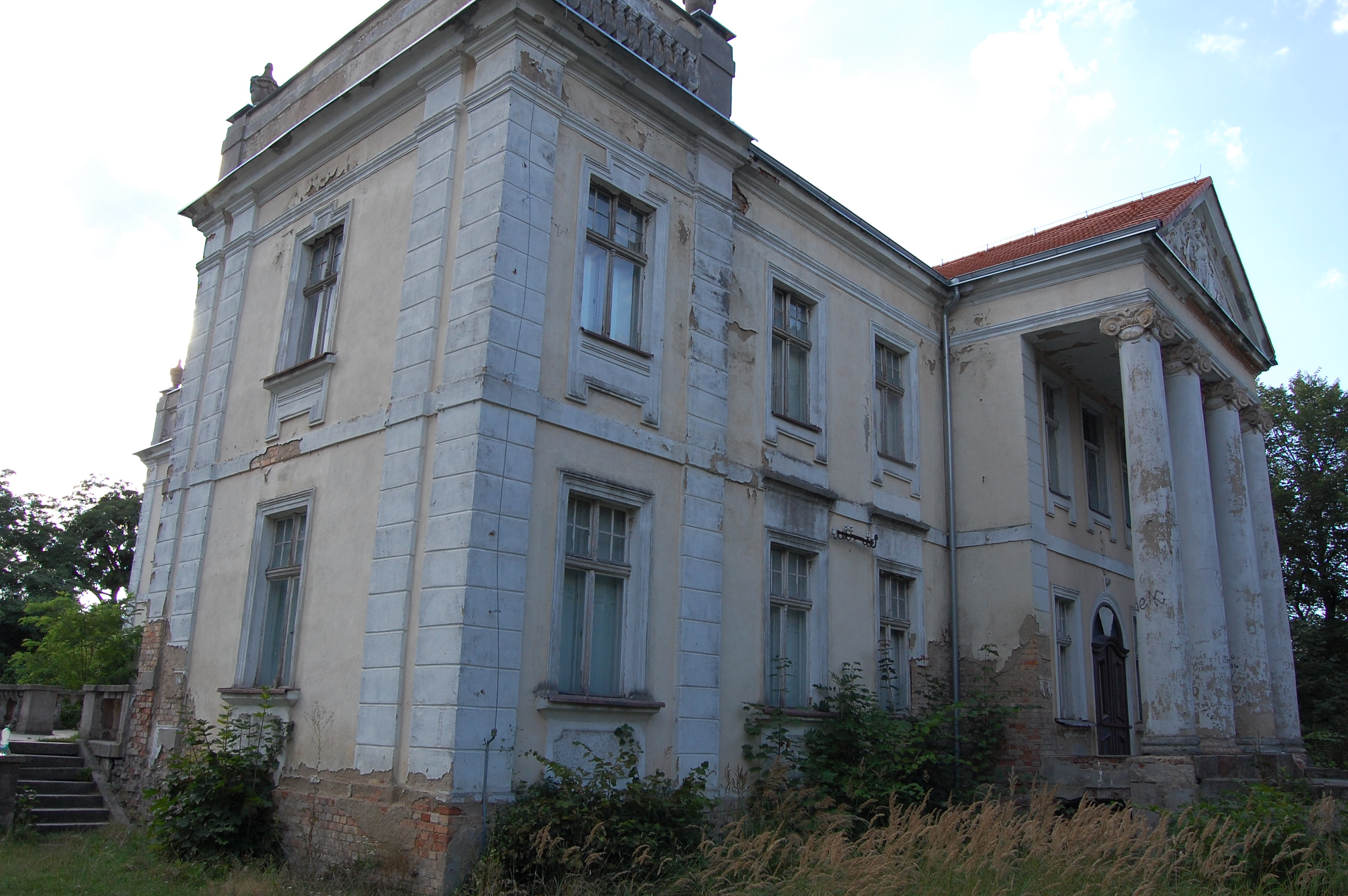
Pałac w Paruszewie, własność Błociszewskich h. Ostoja
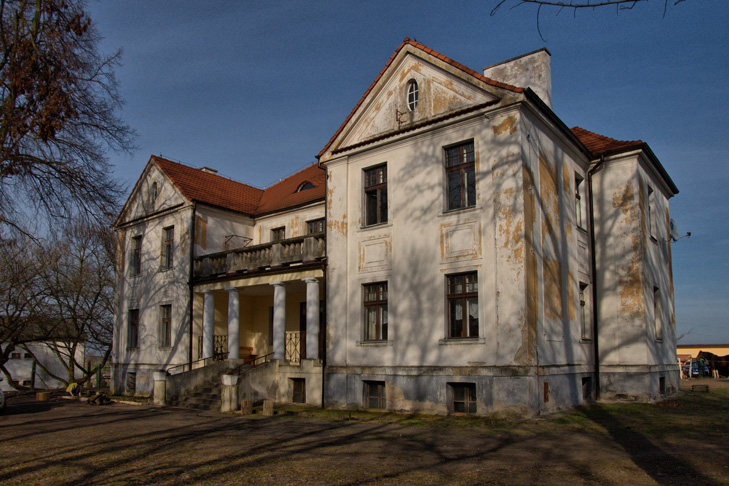
Młodzikowo, pałac Tadeusza Błociszewskiego h. Ostoja
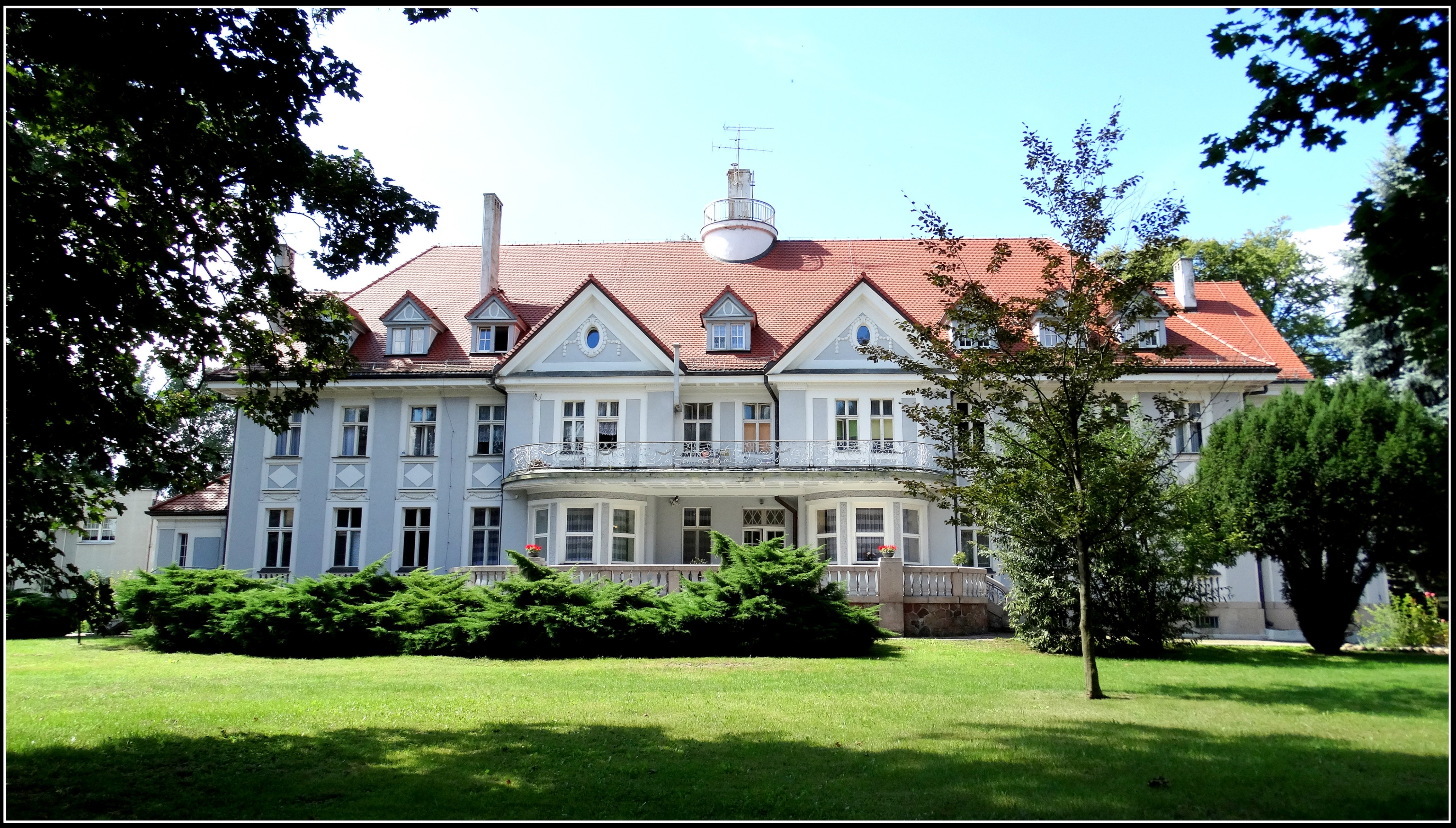
Pałac w Rogowie, własność Mateusza Błociszewskiego h. Ostoja

## Przedstawiciele rodu

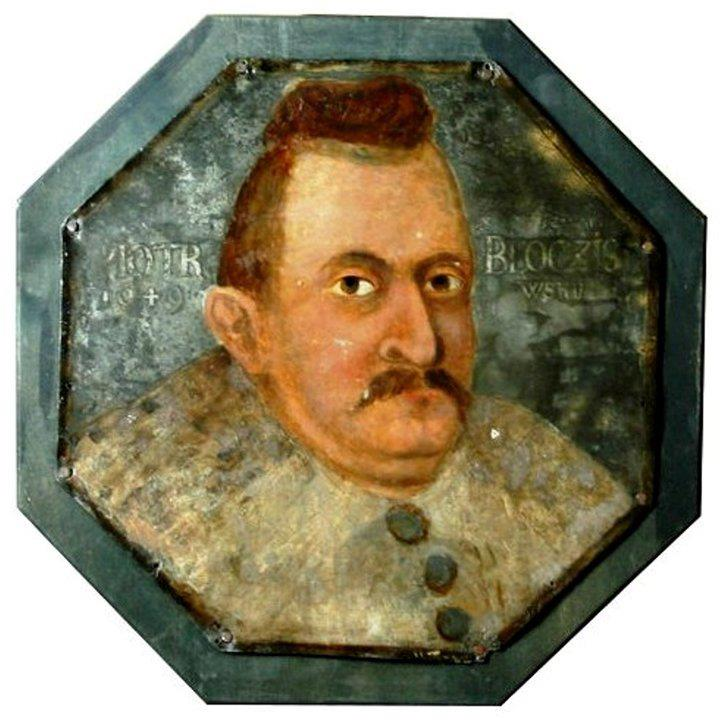
Piotr Błociszewski (zm. przed 1649), dziedzic Błociszewa

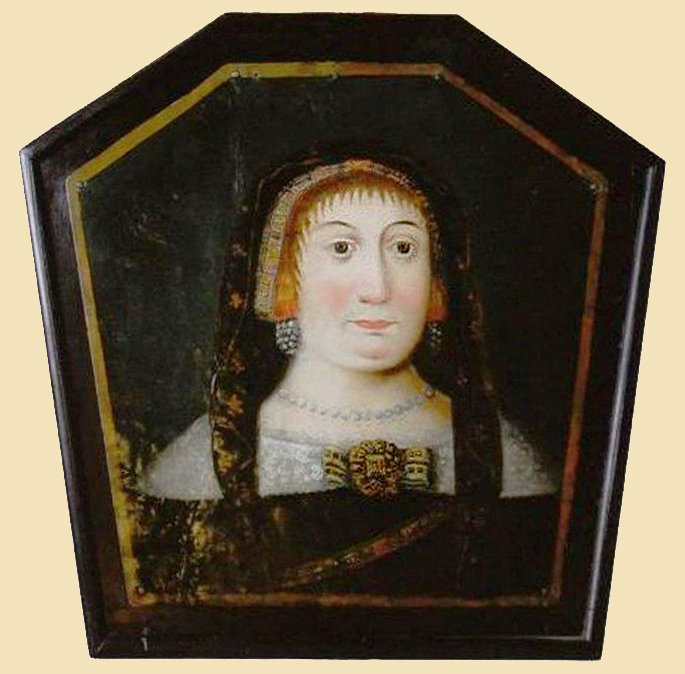
Katarzyna z Bukowieckich Błociszewska

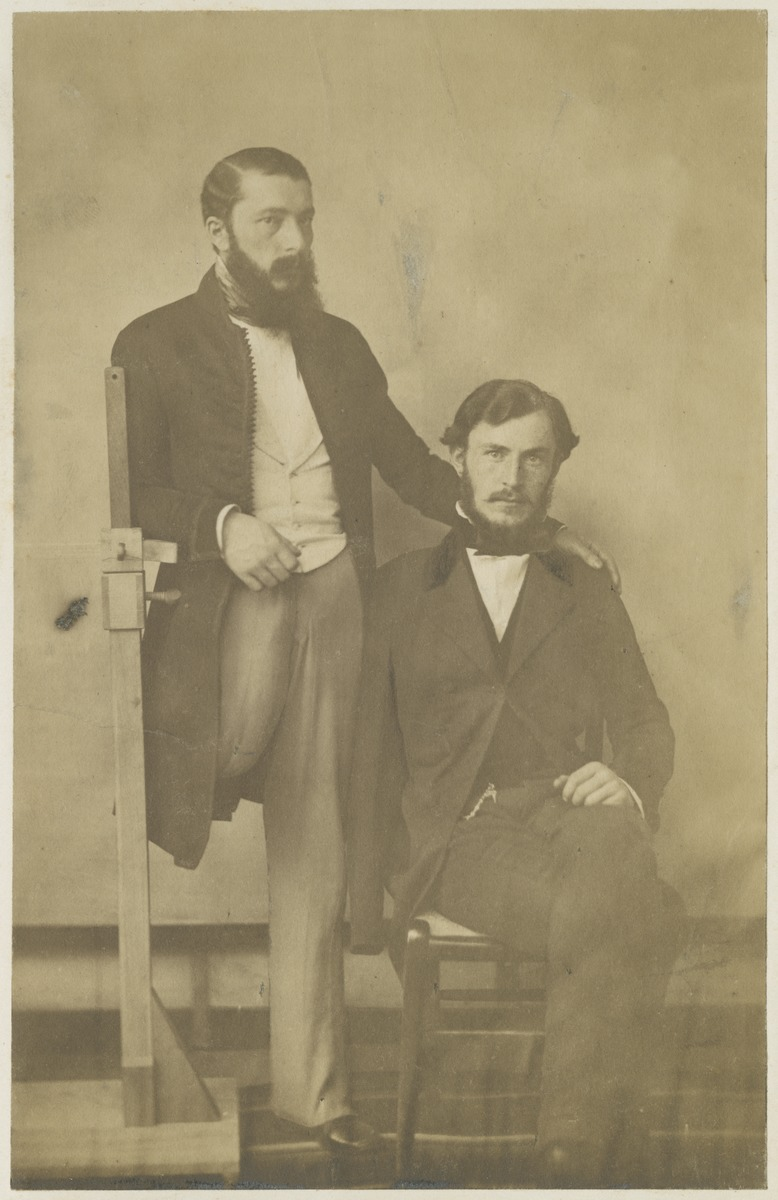
Kazimierz i Tadeusz Błociszewscy, powstańcy wielkopolscy 1848 roku

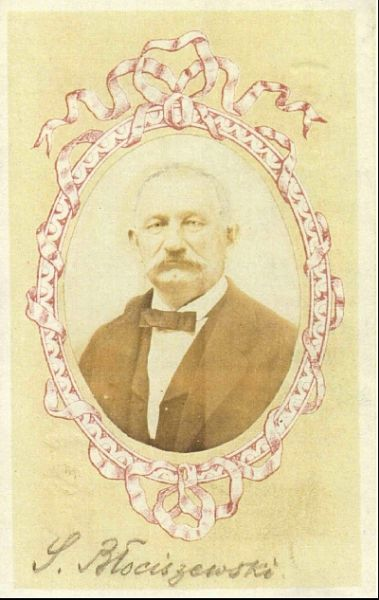
Stanisław Błociszewski (1804–1888), uczestnik powstania listopadowego

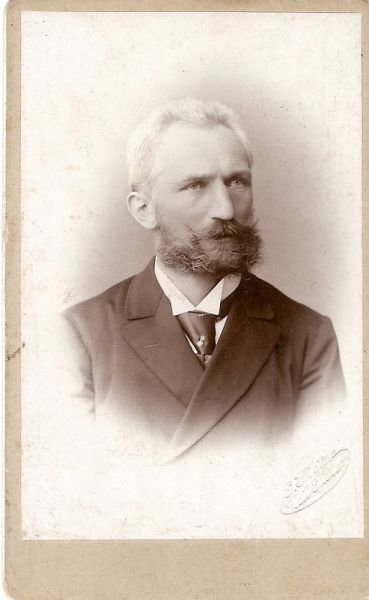
Stanisław Błociszewski (1849–1927), doktor medycyny

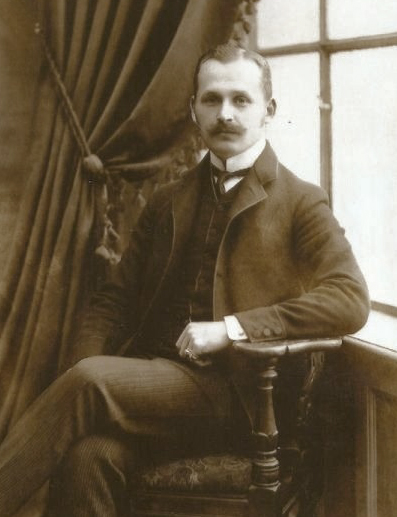
Tadeusz Błociszewski (1878–1934), właściciel Młodzikowa, doktor praw

- Jakusz z Błociszewa (zm. po 1370) – dziedzic Błociszewa, wojewoda grodowy lwowski.

- Świętomir z Błociszewa (zm. przed 1408) – dziedzic Brodnicy i Błociszewa.

- Dobrogost Bytkowski z Błociszewa (zm. przed 1413) – dziedzic części dóbr Błociszewo, Bytkowo i Luboń, asesor sądu poznańskiego.

- Mikołaj z Błociszewa (zm. 1419) – dziedzic Błociszewa, Brodnicy i Grabianowa, nadworny rycerz i poseł Władysława Jagiełły do rokowań z Krzyżakami, kasztelan santocki[16] (1401–1415), sędzia ziemski poznański (1415–1419).

- Jan z Błociszewa (zm. po 1429) – dziedzic dóbr w Brodnicy, Błociszewie, Wronowie, Grabianowie i innych.

- Maciej Szczodrowski z Błociszewa (zm. po 1440) – dziedzic Brodnicy i Wronowa, właściciel Szczodrowa w Wielkopolsce.

- Andrzej Brodnicki z Błociszewa (zm. przed 1452) – dziedzic Brodnicy, właściciel Lubonia, Krajkowa, Marszewa i innych, wicechorąży kościański (1440–1445), burgrabia kościański (1447–1448), wicewojewoda kościański w 1448.

- Jan Brodnicki z Błociszewa (zm. po 1470) – dziedzic Grabianowa w Wielkopolsce, pisał się z Brodnicy.

- Mikołaj Ptaszkowski z Błociszewa (zm. przed 1471) – dziedzic Brodnicy, właściciel Ptaszkowa w Wielkopolsce, wicepodkomorzy kościański.

- Mikołaj z Błociszewa (zm. przed 1499) – dziedzic Błociszewa, Chaław, Gaju i Grabianowa, burgrabia kościański.

- Piotr Lubiatowski z Błociszewa (zm. przed 1511) – dziedzic dóbr w Błociszewie, Lubiatowie Większym i Mączlinie.

- Jan z Błociszewa (zm. po 1512) – ksiądz, notariusz konsystorza poznańskiego (1474), pleban lubiński (1496–1512)[17], pleban w Nowym Mieście (1487), dziedzic w Błociszewie, Lubiatowie i Mączlinie. Był synem Stanisława i Apolonii Lubiatowskiej[1]. Procesował się z opatem klasztoru bernardynów w Lubiniu o las zw. Struga Plebańska[18].

- Wincenty Gajewski z Błociszewa (zm. przed 1564) – dziedzic Gaju i Grabianowa oraz części Błociszewa. Jako pierwszy z Błociszewskich od posiadanych dóbr Gaj począł pisać się Gajewskim, dając początek rodzinie tego nazwiska.

- Piotr Błociszewski (zm. przed 1649) – dziedzic Błociszewa, części wsi Mnichy, Tuczępy i Miłostowo. Był synem Stanisława i Katarzyny z Iłowieckich. W roku 1621 kupił od Jana Błociszewskiego (brata stryjecznego) za 9000 zł części w Błociszewie. Ożenił się z Jadwigą Prusimską, której oprawił posag 3500 zł w 1626 r. Od Piotra Urbanowskiego i jego siostry Barbary Karsznickiej kupił w roku 1640 za 3606 zł części wsi Mnichy, Tuczapy i Miłostowo w pow. poznańskim[1].

- Katarzyna Błociszewska (zm. po 1691) – córka Jakuba, współwłaściciela Błociszewa i Marianny Kędzierzyńskiej, w latach 1691–1697 była żoną Antoniego Orłowskiego, żupnika dobrzyńskiego[1].

- Stanisław Błociszewski (zm. przed 1698) – właściciel kilku wsi: Mnichy, Tuczępy, Miłostowo, Piotrowo, części w Poniecu i wsiach przyległych. Był synem Piotra i Jadwigi Prusimskiej. Ożenił się z Katarzyną Bukowiecką, córką Stanisława i Marianny Kierskiej. Wzajemne dożywocie spisał z nią w roku 1664 i oprawił jej posag 15 333 zł na połowie wsi Mnichy, Tuczępy i Miłostowo. Stanisław i Katarzyna Bukowiecka nie żyli już w roku 1698[1].

- Ludwika Błociszewska (zm. przed 1688) – córka Stanisława i Katarzyny Bukowieckiej. Była żoną Wojciecha Sczanieckiego, a następnie Wojciecha Pruszaka Bieniewskiego, cześnika latyczowskiego[1].

- Franciszek Błociszewski (1671–1743) – ksiądz, jezuita, profesor etyki, matematyki, filozofii, prawa kanonicznego, teologii pozytywnej, polemicznej i scholastycznej, prefekt studiów w Kaliszu (1718–1720) i Krakowie (1720–1721) oraz rektor kolegiów jezuickich w: Krośnie (1721–1724), Sandomierzu (1726–1727), Toruniu (1729–1732) i Jarosławiu (1739–1742)[19]. Był synem Stanisława i Katarzyny Bukowieckiej, dziedziców wsi Mnichy, Tuczępy i Miłostowo[1]. Wspomniał go Kasper Niesiecki w „Herbarzu polskim”[4].

- Jan Józef Błociszewski (ur. 1701) – ksiądz, kanonik regularny laterański konwentu czerwińskiego. Był synem Franciszka i Konstancji Smigielskiej, właścicieli dóbr Szczepowice, części Łagiewnik i Sepna[1].

- Helena Błociszewska (zm. po 1759) – zakonnica u Teresek w Poznaniu (występowała pod imieniem Agnieszki od Św. Krzyża), córka Kazimierza i Ludwiki Bielawskiej[1].

- Franciszek Błociszewski (zm. 1781) – dziedzic Błociszewa, starosta grójecki, podwojewodzi poznański[20], chorąży żytomierski, syn Łukasza i Anny Śmigielskiej. Z żoną Wiktorią Drzewicką, za konsensem królewskim z dnia 13 VII 1748 r., scedował starostwo grójeckie i wójtostwo w Grójcu Franciszkowi Załuskiemu. Zmarł 19 IX 1781[1]

- Ignacy Błociszewski (1728–1768) – dziedzic dóbr Witów i Konarzew w woj. łęczyckim, pokojowiec i podkomorzy króla Augusta III. Był synem Franciszka Błociszewskiego i Wiktorii Drzewickiej. Ożenił się z Katarzyną Szpotańską. Umarł bezpotomnie dnia 16 V 1768 roku i pochowany został u Franciszkanów w Śremie[1].

- Tadeusz Błociszewski (zm. 1807) – dziedzic dóbr Witów i Konarzew, generał major wojsk koronnych (1766–1790), poseł na Sejm Czteroletni, kawaler Orderu św. Stanisława. Był synem Franciszka Błociszewskiego i Wiktorii Drzewickiej.

- Stanisław Leonard Błociszewski (ur. 1795) – major wojsk polskich, syn Tadeusza, służył w armii Księstwa Warszawskiego (1812–1814). W roku 1831 uczestniczył i współorganizował powstanie na terenie ziemi łęczyckiej. Jego małżonką była Anna Manugiewicz, z którą miał synów – Kazimierza i Tadeusza Alojzego Stanisława[1].

- Mateusz Mikołaj Błociszewski (1766–1849) – dziedzic Ciołkowa, Rogowa, dzierżawca Głuchowa, powstaniec kościuszkowski[21]. Był synem Augustyna i Anny Wilczyńskiej. Trzykrotnie wstępował w związki małżeńskie – z Jadwigą Parczewską, Barbarą Pruską i Teklą Rudnicką. Mateusz zmarł w roku 1849 w Smogorzewie u swego syna Stanisława[1].

- Stanisław Błociszewski (1804–1888) – dziedzic Ciołkowa, Rogowa, Smogorzewa i Sobiesierni, oficer, powstaniec listopadowy, powstaniec styczniowy, otrzymał złoty krzyż Virtuti Militari. Był synem Mateusza i Barbary z Pruskich. Jego synowie – Władysław i Sylwester również brali udział w powstaniu styczniowym. Sylwester walczył w oddziale generała Edmunda Taczanowskiego, a po upadku powstania, został aresztowany i uwięziony w poznańskiej cytadeli. Stanisław i Władysław Błociszewscy znaleźli się na liście oskarżonych o zdradę stanu w tzw. procesie berlińskim 1864 roku (ostatecznie Prusacy uniewinnili ich)[21].

- Kazimierz Błociszewski (1823–1878) – powstaniec wielkopolski 1848 roku, historyk, autor czterotomowej Historii powszechnej dla uczącej się młodzieży[22]. Brał aktywny udział w życiu emigracji. Był członkiem zarządu Instytucji Czci i Chleba oraz Towarzystwa Pomocy Naukowej. Był synem Stanisława Leonarda i Anny Manugiewicz. Ożenił się z Anną Beamont. Zmarł 23 V 1878 r. w Paryżu[23][24].

- Tadeusz Alojzy Stanisław Błociszewski (1830–1899) – powstaniec wielkopolski 1848 roku (w bitwie pod Książem stracił rękę). Wyemigrował do Francji, gdzie wykładał język niemiecki na Uniwersytecie Paryskim. Był synem Stanisława Leonarda i Anny z Manugiewiczów. Zmarł w Brévannes (Seine-et-Oise) 6 VIII 1899[1]

- Bronisław Paweł Błociszewski (1838–1913) – major 3 pułku ułanów pruskich, odznaczony Koroną z Mieczami za wojnę 1870 roku oraz Krzyżem Żelaznym. Był synem Stanisława i Józefy Wyganowskiej. Zmarł 28 V 1913[1]

- Stanisław Błociszewski (1849–1927) – doktor medycyny, syn Stanisława Błociszewskiego i Józefy z Wyganowskich. Jego żoną była Jadwiga Bojanowska, z którą miał synów Tadeusza i Stanisława. Zmarł 6 IX 1927 r. w Paruszewie i został pochowany na cmentarzu parafialnym w Skarboszewie[1].

- Tadeusz Błociszewski (1878–1934) – właściciel Młodzikowa, doktor praw, radca wojewódzki w Poznaniu, wieloletni przewodniczący Obwodowej Komisji Odwoławczej. Był synem Stanisława i Jadwigi z Bojanowskich. Ożenił się z Emilią Arendt, córką Kazimierza i Heleny Pelagii Adamskiej. Umarł jako emeryt w Poznaniu 18 IV 1934[1]